# Nino Giuffrida
Antonino Giuffrida, detto Nino Giuffrida (Catania, 12 giugno 1924 – Rosny-sous-Bois, 5 marzo 2015), è stato un pittore italiano vissuto in Francia.
La sua vita è stata segnata da una profonda passione per l’arte espressa nelle sue tele dai colori vibranti e caratterizzate dalla coesione di più stili, riscuotendo successo tra collezionisti in tutto il mondo.

## Biografia
Nino Giuffrida nasce a Catania il 12 giugno 1924 da Mario Giuffrida e Giuseppina Guardo, gestori di un tabacchino nella città. Secondo di tre figli, sin dalla sua prima giovinezza nutre una forte passione per la pittura, così come il fratello maggiore Pino, conosciuto come “Fryda”, anch'egli pittore, che visse a Saint-Paul de Vence.
Nonostante l'ostilità del padre nei confronti della sua passione, Nino frequenta il liceo artistico di Catania, dove le prime esperienze lo invogliano a perfezionarsi. È lì che stringe amicizia con altri giovani artisti come Jean Calogero, all’epoca Giovanni Calogero, con il quale condividerà in seguito il viaggio verso la Francia.
Nel 1944 svolge il servizio militare a Roma e davanti ai capolavori dei musei romani sente svilupparsi sempre di più in lui il bisogno istintivo di creare. Finito il servizio militare torna così a Catania dove matura il progetto di partire per Parigi, centro di interesse culturale mondiale.

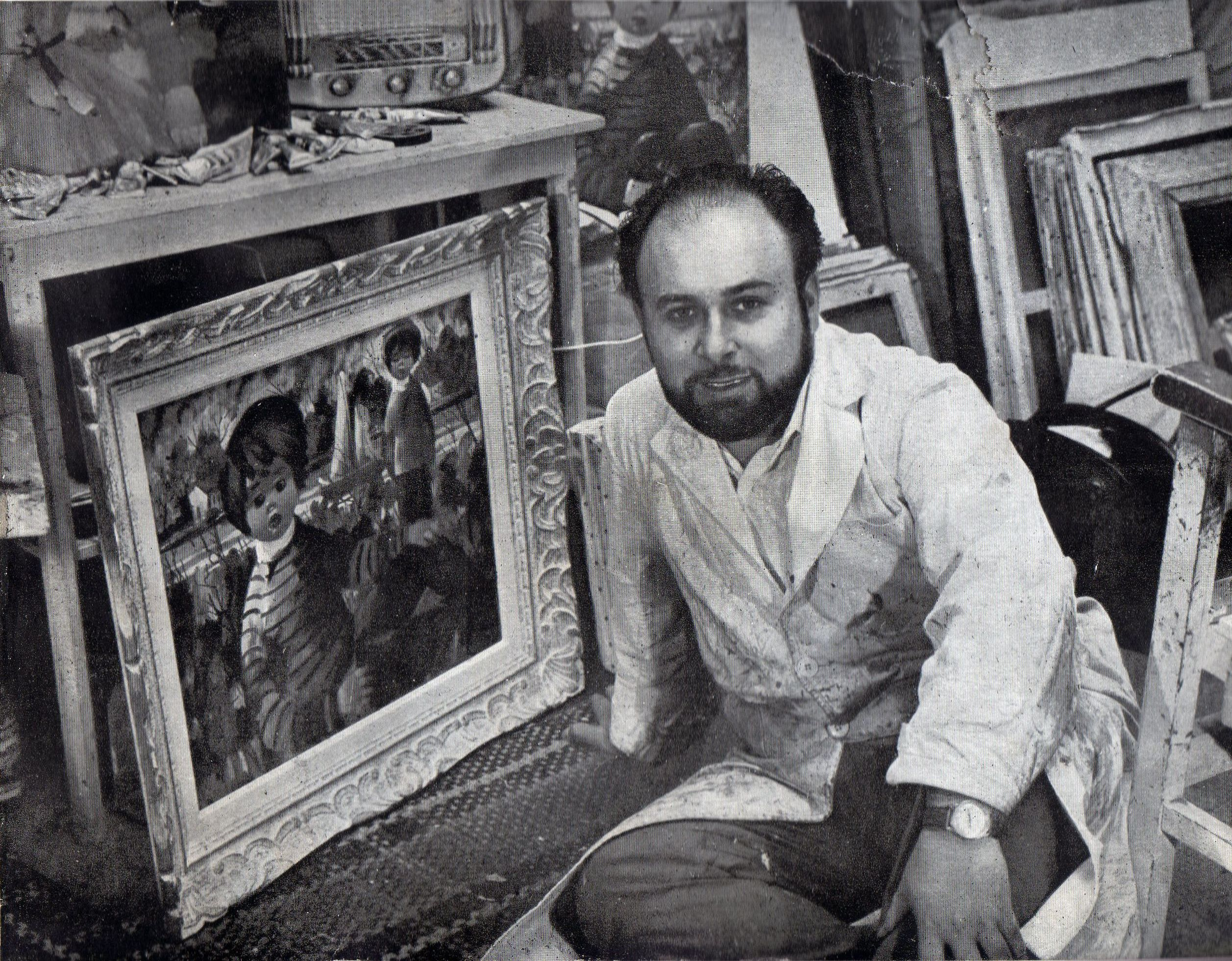
Nino Giuffrida nel suo atelier in Rue Girardon 7, Montmartre

Nel dicembre 1949, dopo un primo tentativo fallimentare, Nino riesce a trasferirsi a Montmartre, a Parigi. I primi tre mesi sono terribili. Nino non parla il francese e le differenze climatiche sono notevoli. Comincia a dipingere i paesaggi di Parigi e i clienti dei vari bar. Ma diventerà celebre per i suoi “enfants”, i suoi bambini semplici e puri, dai visi tondi e dagli occhi spalancati di meraviglia.
Frequentando i balli del "Moulin de la Galette" e del "Moulin Rouge", gli arlecchini della commedia dell'arte e il mondo del "french can-can" di Toulouse Lautrec, cominciano a dare vita alle sue opere. Ispirandosi alle ballerine di Degas, esegue dei quadri sulla danza che vengono esposti nella galleria "Else Clausen", nella rue des Beaux Arts a St Germain des Prés, dove un americano ne compra dodici per la somma complessiva, assai incoraggiante per l’epoca, di 1200 franchi. Questo episodio lo convince a tralasciare il suo lavoro di ritrattista a St Germain des Prés e Montparnasse, per dedicarsi a tempo pieno alla sua pittura su tela. Nino riesce così a costruirsi una personalità nella scelta dei soggetti, nel ritmo, nei movimenti, nei colori e nelle tonalità, riscuotendo successo presso molti collezionisti.
Successivamente, Nino si trasferisce sulla Costa Azzurra. Nel 1961 proprio a Cannes, nella rue des Etats Unis, nella Parnasse Gallery di sua proprietà, Nino ha il privilegio di ricevere la visita di Picasso; nell'incontro cordiale, Picasso si è felicitato con Nino per i suoi inizi promettenti e, per segnare il loro incontro, il maestro catalano ha ritratto il profilo del maestro siciliano.

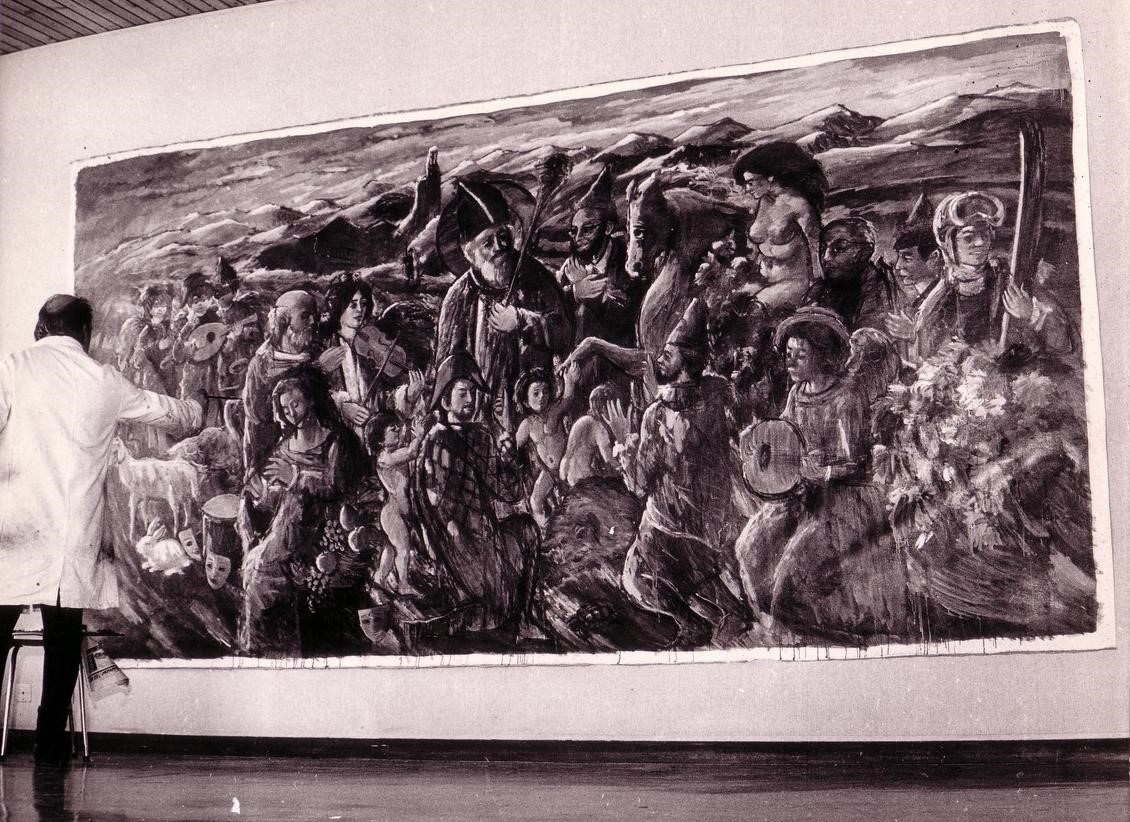
Nino Giuffrida affresca la cripta della chiesa Notre-Dame-Des-Neiges

Nino espone in estate a Vallauris e nelle stagioni invernali all'Alpe d'Huez, dove esegue un affresco di 4 metri per 2 destinato alla cripta della chiesa Notre-Dame-des-Neiges. Nel 1965 Nino abita la villa “Casta Diva” nel "chemin de la mignonnette" a Golfe Juan.
Ritornato a Parigi definitivamente, Nino espone per qualche anno a Honfleur e in seguito gestisce la Galleria della Colonna di Place Vendôme con un successo fulminante dovuto anche al fatto che espone anche litografie di Chagall, Dalì, Picasso, Mirò. 

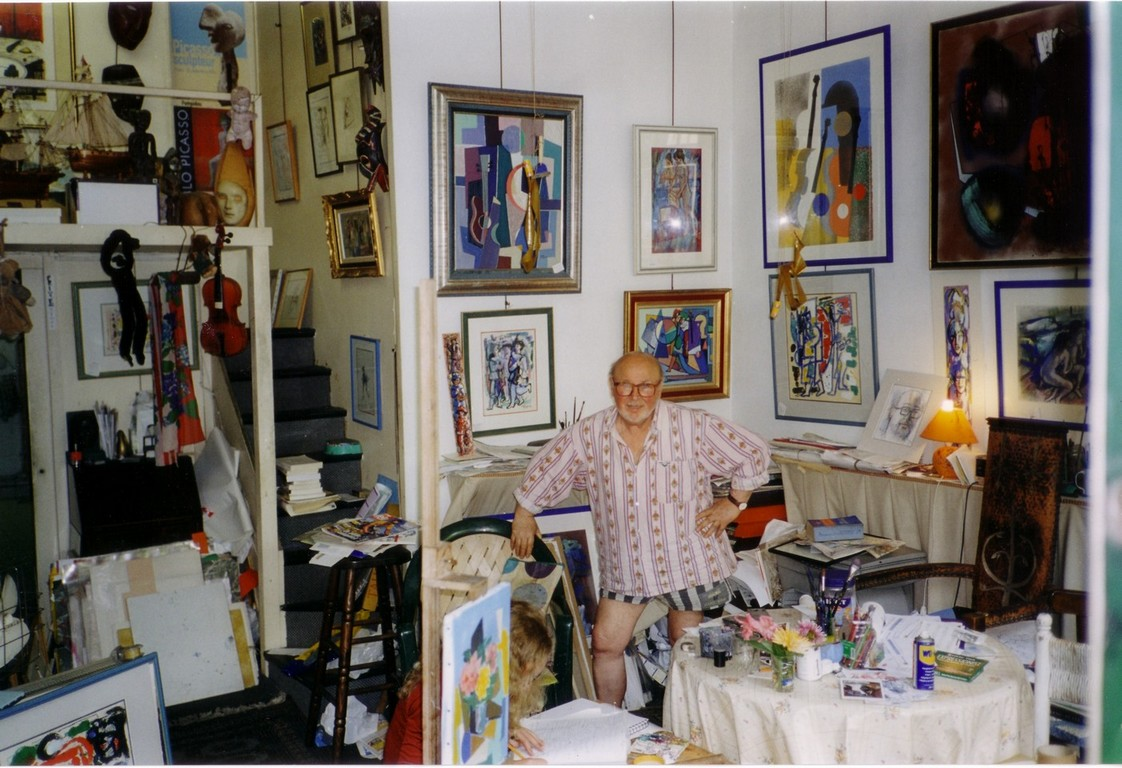
Nino nel suo atelier a Rue Lepic (2002)

Dopo aver vissuto e venduto i suoi quadri presso il suo atelier a Rue Lepic, al numero 102, Nino si trasferisce nel 2004 in un maniero del 17esimo secolo a Villers-en-Vexin, in Normandia, dove crea un proprio museo personale.
Infine, nel 2009 si trasferisce a Épinay-sur-Seine, vicino Enghien-les-Bains, dove si spegne nell’ospedale di Rosny-sous-Bois il 5 marzo 2015.
Durante la sua carriera, Nino ha esposto in giro per il mondo, come a:  Losanna, Roma, Saint-Tropez, Chicago, Bruxelles, Metz, Copenhagen, Torino, Milano, Nancy, Helsingborg, Ginevra, Kourou, Ahus, Dinant. Nel corso degli anni, nelle vendite all’asta di Parigi, Londra e New York, le opere di Nino ottengono delle quotazioni apprezzabili. Collezionisti dell’opera di Nino si trovano tutt’oggi in Francia, Belgio, Italia, Giappone, Svezia, Paesi Bassi, Baltimora e New York.

## Mostre
Nel 1953 Nino espone alla Galerie Mirador a Place Vendòme. Si susseguono esposizioni a Losanna nella "Galerie du Vieux Monde", a Roma presso la Galleria “Il Camino”, a Saint-Tropez. Nel 1956 invia dieci opere alla Galleria Johnson di Chicago per un’esposizione. Espone nel corso degli anni anche a Metz e Copenaghen.
Nel 1965, il circo Medrano giusto accanto al suo atelier lo ispira ad organizzare una collettiva "Prestige du Cirque, sotto il patronaggio dei fratelli Bouglione del “Cirque d’Hiver", che ottiene un successo strepitoso. In quel periodo, conosce anche il pittore Gino Severini, con il quale ha anche modo di confrontare le proprie idee.
Nel 1966-67-68 espone a Bruxelles. Ad Ancona riceve la Medaglia d’Oro alla mostra annuale italiana ed è invitato alla prima biennale degli amici dell’arte nel 1967. In seguito espone a Torino, Galleria la Minima di piazza San Carlo, a Milano nel 1968 alla Galleria d’Arte Cavour.
Nel 1989, Nino espone con molto successo in Svezia alla Gallerie G nella città di Helsingborg. In seguito le sue mostre a Ginevra nel 1993 e 1995 alla Galleria Cicalini, riscontrano anche loro un grande successo. Altre mostre si svolgono nel 1995 in Svezia, nel 1996 in Guyanne francese nella galleria “Anne Pierre” a Kourou, nel 1995, 97 e 99 alla Konst Galleriet a Ahus in Svezia, nel 2001 e 2002 a Dinant.

## Stile
Nei primi anni della sua carriera, Nino viene ribattezzato dai critici “le peintre d’enfant”; egli infatti arriva all’apice del successo dipingendo volti di bambini semplici e puri, dai visi tondi e dagli occhi spalancati di meraviglia, mostrando di essi la loro stessa essenza.

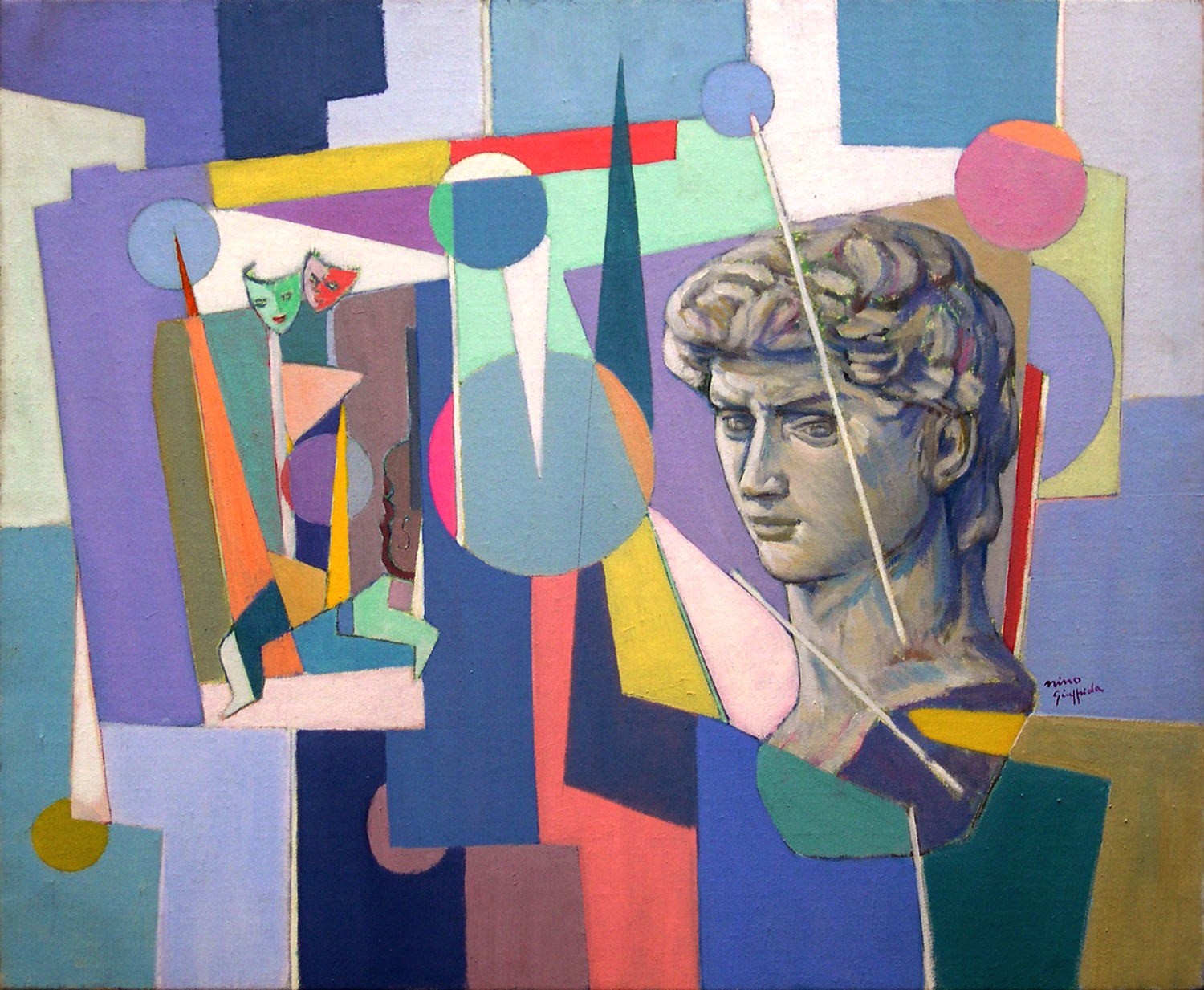
Le David souvenir, olio su tela, 60x73 (1988)

Dopo una breve parentesi puntinista, subisce una certa influenza impressionista e ispirato dalla tradizione della commedia dell’arte, dai musicisti e dai clown, egli ricerca l’anima nell’armonia, senza mai abituarsi al bello. 
L’opera di Nino è successivamente ispirata dal cubismo, che nelle sue opere si mescola all’impressionismo anche sulla stessa tela, in un incrocio di elementi descrittivi e strutture geometriche, tra chitarre e mandolini, sfere e quadrati. Con la sua audacia nell'esplorare varie tecniche e stili, la sua pittura diventa una fusione di forme figurative e astratte, ricca di vitalità e gioia. Per lui l’arte infatti è sempre stata considerata dinamismo, una composizione musicale con i suoi accordi, le sue cadenze e la sua armonia.  